# Claude (Grand Theft Auto)
Claude is een personage uit de Grand Theft Auto spellenreeks van Rockstar Games. Claude verschijnt in het spel Grand Theft Auto: San Andreas als niet speelbaar personage met een kleine bijrol. In Grand Theft Auto 3 is Claude de protagonist.
Hoewel Claude uit Grand Theft Auto 3 en Claude Speed uit Grand Theft Auto 2 beide veel overeenkomsten hebben zoals de voornaam, de manier van kledij, en de fysieke vertoning, is het niet het geval dat Claude Speed en Claude één en dezelfde persoon zijn. Het spel GTA 3 speelt zich af in 2001 en Claude Speed uit GTA 2 is geboren in het jaar 1985. Aangezien Claude (Grand Theft Auto 3) ook voorkomt in het spel Grand Theft Auto: San Andreas dat zich afspeelt in het jaar 1992 kan het niet zo zijn dat het personage ook voorkomt in Grand Theft Auto 2. Het personage zou in Grand Theft Auto: San Andreas dan 7 jaar moeten zijn.

## Grand Theft Auto 2 editie
Er is weinig bekend over het speelpersonage van GTA 2. Het verhaal van het spel impliceert dat Claude Speed is vrij gelaten uit de gevangenis, en zonder geheugenverlies gewekt is uit een cryonistische slaap. Het doel van de verhaallijn is koning van de stad te worden, op welke manier dan ook. Hij begaat een hele reeks misdadige handelingen en werkt voor verschillende opdrachtgevers.
Scott Maslen speelt Claude Speed in de openingsclip van het spel.

## Grand Theft Auto III editie
Dat de protagonist van GTA III 'Claude' heet wordt in het spel zelf niet duidelijk, hij wordt veelal aangesproken met koosnaampjes. Pas in GTA: San Andreas werd duidelijk dat hij de naam Claude draagt, als Catalina midden in een orgasme zijn naam schreeuwt tijdens een van de vele telefoongesprekken met Carl Johnson. Daarnaast is er ook bewijs verborgen in de gegevens dossiers van GTA III, het bestand van de speler draagt de naam 'DEFNAM' ('default name' of in het Nederlands 'standaard naam'), maar heette voor die tijd gewoon 'Claude'. In de gegevens van GTA: San Andreas wordt het personage wel gewoon Claude genoemd wat bewijst dat dit wel degelijk zijn naam is.

### Claudes stilte
In tegenstelling tot andere recentere speelpersonages in de GTA-reeks is Claude uitzonderlijk stil. Waar zelfs de bijpersonages bijzonder levendig zijn zegt Claude geen enkel woord en toont totaal geen emoties, zelf niet op de meest emotionele momenten. Het enige geluid wat van hem te horen is bestaat uit een mild gekreun wanneer hij verwond of gedood wordt. In het spel belt Maria naar Lazlow op Chatterbox FM om te vertellen wat hoe ze denkt over Claude (die op dat moment haar vriend is). Ze zegt onder andere dat hij niet veel spreekt: "he don't talk too much". Ook tijdens zijn verschijning in GTA: San Andreas blijft Claude stil. CJ geeft hier de indruk dat Claude stom is, als hij na het winnen van een race het eigendomsbewijs van de garage in Doherty in San Fierro ontvangt, hier vervolgens aankomt en ontdekt dat de garage een vervallen gebouw is, vloekt CJ: "Motherfucker! That mute asshole! That fucking snake without a tongue!"
Dit is gedaan zodat de speler zelf het karakter van het personage kan invullen. Het is de bedoeling dat de speler zou ervaren dat hij zelf het speelpersonage is.

## Alternatieve namen
In GTA III wordt Claude aangesproken met 'Kid' en met Maria's benaming 'Fido'. In GTA 2 heeft Claude Speed bij elke bende een eigen nickname, gegeven door de leiders van de zeven bendes:
- 'Gecko' - door alle drie de leiders (Trey Welsh, Red Valdez en Uno Carb) van de Zaibatsu Corporation.
- 'Jumbo' - door Elmo, leider van de Loonies.
- 'Kosai' - door Johnny Zoo, leider van de Yakuza.
- 'Rooster' - door Billy Bob Bean, leider van de Rednecks.
- 'THC-303' - door Dr LaBrat, leider van de SRS Scientists.
- 'Comrade' - door Jerkov, leider van de Russian Mafia. Ook 'Pal' genoemd door de Russian Mafioso in de intro film, maar dit is gedempt door de muziek.
- 'Grasshopper' - door Sunbeam, leider van de Hare Krishna.
- 'Mute asshole' en 'Snake without a tongue' - door Carl Johnson, onderleider van de Grove Street Families

## Wetenswaardigheden
- Op de graffiti in het spel Grand Theft Auto IV staat vermeld dat Claude, samen met andere hoofdpersonen uit andere GTA-spellen, overleden is.
- Als de speler in het spel Grand Theft Auto IV besluit om Playboy X te vermoorden, dan kan Niko Bellic de kleding dragen die Claude in Grand Theft Auto III droeg.
- Claude kan in Grand Theft Auto V worden gekozen als vader in GTA Online.